# Нитрид углерода
Нитрид углерода — бинарное соединение углерода и азота. Химическая формула: C3N4. Кристаллический нитрид углерода может существовать в нескольких полиморфных модификациях.

## История получения

Один слой трехмерной кристаллической решетки β-нитрида углерода

Вещество (в виде модификации бета-нитрид углерода) было впервые предложено в работах М. Коэна 1985 и 1989 годов (последняя в соавторстве с Э. Лю). Было высказано предположение, что атомы углерода и азота в соотношении 3:4 могут образовывать особенно короткие и сильные связи в стабильной кристаллической решётке. Согласно расчётам это вещество может быть как минимум столь же твёрдым, как алмаз.
Исследования Коэна привлекли к нитриду углерода внимание учёных, и в дальнейшем были предсказано существование ещё нескольких его модификаций: α-нитрид углерода, псевдокубический нитрид углерода и графитоподобный нитрид углерода  (имеет структуру на основе гептазиновых циклов). Позднее было обнаружено, что благодаря особым полупроводниковым свойствам последний проявляет необычную каталитическую активность.
В течение последнего десятилетия XX века были предприняты многочисленные попытки получения вышеуказанных модификаций нитрида углерода, в результате которых были разработаны методы получения вещества в виде тонких плёнок (и, следовательно, в очень небольших количествах). Сложность синтеза в основном обусловлена термической неустойчивостью нитрида углерода (температура разложения 800 °C). 
В 2002 году был синтезирован объёмный образец кристаллического нитрида углерода (из его аморфной формы).
В 2023 году учёные сообщили о том, что синтезированы и идентифицированы три новых соединения нитрида углерода (tI14-C3N4, hP126-C3N4 и tI24-CN2), которые по твёрдости могут конкурировать с алмазом и твёрже, чем кубический нитрид бора.

## Другие классы соединений углерода и азота

### Производныефуллеренов
- Азофуллерены[англ.] — класс гетерофуллеренов, в которых углерод в некоторых позициях замещён на азот.
- Цианофуллерены — класс модифицированных фуллеренов с присоединенными к углеродному скелету цианогруппами.

### Органические нитриды
- Перцианоуглеводороды (Cn(CN)m) — углеводороды, все водороды в которых замещены цианогруппами. Простейшим представителем можно считать дициан.
- Перазидоуглеводороды (Cn(N3)m) — углеводороды, все водороды в которых замещены азидными группами.